# Lindsey Jacobellis
Lindsey Jacobellis (født 19. august 1985) er en amerikansk snowboarder fra Danbury i Connecticut. Hun anses for at være en af de største kvindelige snowboardere gennem tiden, hvor hun har domineret sporten i to årtier. Hun har vundet VM i snowboarding fem gange i favoritdisciplinen snowboard cross, samt X-Games hele 10 gange.
Hun deltog for første gang ved Vinter-OL 2006 i Torino, hvor hun vandt sølv i snowboard cross-konkurrencen. Ved vinter-OL 2018 i Pyeongchang nåede Jacobellis sin anden olympiske snowboardcross-finale. Efter at have ført det meste af vejen, endte hun med at misse podiet med 0,003 sekunder og sluttede på dermed på en 4. plads.
Ved sit femte OL, lykkedes det endelig Jacobellis at vinde guld i snowboardcross ved Vinter-OL 2022 i Beijing. Dette var den desuden første guldmedalje til USA i Beijing, der afsluttede en fem-dages guldmedaljetørke. Forskellige medier roste hendes udholdenhed i at vinde efter hendes 16-årige jagt på olympisk guld. Jacobellis fulgte op på sin første guldmedalje, ved at vinde guld i snowboardcross-konkurrencen for hold med partneren Nick Baumgartner.

## Eksterne links
- Wikimedia Commons har flere filer relateret til Lindsey Jacobellis
- Lindsey Jacobellis' opslag i Munzinger Sportsarchiv (tysk)
- Lindsey Jacobellis' profil på Olympics.com (engelsk)
- Lindsey Jacobellis' profil på Olympic.org (arkiveret) (engelsk)
- Lindsey Jacobellis' profil på Sports-Reference OL-resultater (arkiveret) (engelsk)
- Lindsey Jacobellis' profil på Olympedia (engelsk)
- Lindsey Jacobellis' profil hos USA's Olympiske Komité
- Lindsey Jacobellis' profil hos FIS (snowboard) (engelsk)
- Lindsey Jacobellis' profil hos Encyclopædia Britannica Online (engelsk)